# Julius Brandt
Julius Brandt, född 5 mars 1873 i Olmütz, Österrike-Ungern (nu Olomouc, Tjeckien), död 26 december 1949 i Wien, Österrike, var en österrikisk skådespelare och regissör.

## Filmografi, urval
- 1927 – Den stora strejken
- 1931 – Kvinnan bakom allt
- 1934 – Den lilla butiken
- 1936 – Kring drottningen
- 1939 – I valsens virvlar
- 1941 – En natt i Siebenbürgen
- 1944 – Mina drömmars kvinna
- 1949 – Tonernas värld